# Liste des chapitres de Berserk
Pour les articles homonymes, voir Berserk (homonymie).
Cet article est un complément de l’article sur le manga Berserk. Il contient la liste des volumes du manga parus en presse à partir du tome 1.
Le comptage des chapitres a été remis à 001 après le chapitre 16 "L'âge d'or (8)" dans le tome 5.

## Volumes reliés

### Tomes 1 à 10
| no | Japonais          | Japonais          | Français         | Français          |
| no | Date de sortie    | ISBN              | Date de sortie   | ISBN              |
| --- | ----------------- | ----------------- | ---------------- | ----------------- |
| 1 | 26 novembre 1990  | 978-4-59-213574-6 | 6 octobre 2004   | 978-2-7234-4812-3 |
| Personnage sur la couverture : GutsListe des chapitres : Début de l'Arc Le Guerrier noir (「黒い剣士」, Kuroi Kenshi) - Chapitre 1 - Le Guerrier Noir (黒い剣士, Kuroi Kenshi) - Chapitre 2 - La Marque (烙印, Rakuin) - Chapitre 3 - Les anges gardiens du désir (1) (欲望の守護天使（１）, Yokubō no Shugotenshi (1)) |                   |                   |                  |                   |
| 2 | 26 février 1991   | 978-4-59-213575-3 | 20 octobre 2004  | 978-2-7234-4814-7 |
| Personnage sur la couverture : GutsListe des chapitres : - Chapitre 4 - Les anges gardiens du désir (2) (欲望の守護天使（２）, Yokubō no Shugotenshi (2)) - Chapitre 5 - Les anges gardiens du désir (3) (欲望の守護天使（３）, Yokubō no Shugotenshi (3)) |                   |                   |                  |                   |
| 3 | 25 octobre 1991   | 978-4-59-213576-0 | 27 novembre 2004 | 978-2-7234-4902-1 |
| Personnage sur la couverture : GutsListe des chapitres : - Chapitre 6 - Les anges gardiens du désir (4) (欲望の守護天使（４）, Yokubō no Shugotenshi (4)) - Chapitre 7 - Les anges gardiens du désir (5) (欲望の守護天使（５）, Yokubō no Shugotenshi (5)) - Chapitre 8 - Les anges gardiens du désir (6) (欲望の守護天使（６）, Yokubō no Shugotenshi (6)) Début de l'Arc L'Âge d'or (「黄金時代」, Ōgon Jidai) - Chapitre 9 - L'âge d'or (1) (黄金時代（１）, Ōgon Jidai (1)) |                   |                   |                  |                   |
| 4 | 26 février 1992   | 978-4-59-213577-7 | 2 février 2005   | 978-2-7234-4903-8 |
| Personnage sur la couverture : GutsListe des chapitres : - Chapitre 10 - L'âge d'or (2) (黄金時代（２）, Ōgon Jidai (2)) - Chapitre 11 - L'âge d'or (3) (黄金時代（３）, Ōgon Jidai (3)) - Chapitre 12 - L'âge d'or (4) (黄金時代（４）, Ōgon Jidai (4)) - Chapitre 13 - L'âge d'or (5) (黄金時代（５）, Ōgon Jidai (5)) - Chapitre 14 - L'âge d'or (6) (黄金時代（６）, Ōgon Jidai (6)) |                   |                   |                  |                   |
| 5 | 29 mars 1993      | 978-4-59-213578-4 | 23 février 2005  | 978-2-7234-4904-5 |
| Personnages sur la couverture : Guts, Griffith, Casca, La Troupe du Faucon et ZoddListe des chapitres : - Chapitre 15 - L'âge d'or (7) (黄金時代（７）, Ōgon Jidai (7)) - Chapitre 16 - L'âge d'or (8) (黄金時代（８）, Ōgon Jidai (8)) - 001 Le souffle de l'épée (剣風, Kenpū) - 002 Zodd l'immortel (1) (不死のゾッド（１）, Nosuferatō no Zoddo (1)) - 003 Zodd l'immortel (2) (不死のゾッド（２）, Nosuferatō no Zoddo (2)) - 004 Zodd l'immortel (3) (不死のゾッド（３）, Nosuferatō no Zoddo (3)) - 005 Zodd l'immortel (4) (不死のゾッド（４）, Nosuferatō no Zoddo (4)) - 006 Le maître d'armes (1) (剣の主（１）, Tsurugi no Aruji (1)) |                   |                   |                  |                   |
| 6 | 29 septembre 1993 | 978-4-59-213579-1 | 23 février 2005  | 978-2-72-344905-2 |
| Personnage sur la couverture : GutsListe des chapitres : - 007 Le maître d'armes (2) (剣の主（２）, Tsurugi no Aruji (2)) - 008 Les assassins (1) (暗殺者（１）, Ansatsusha (1)) - 009 Les assassins (2) (暗殺者（２）, Ansatsusha (2)) - 010 Les assassins (3) (暗殺者（３）, Ansatsusha (3)) - 011 Les assassins (4) (暗殺者（４）, Ansatsusha (4)) - 012 Ce qui nous est cher (貴きもの, Tōtokimono) - 013 Départ (出陣, Shutsujin) - 014 Confrontation (合戦, Kassen) - 015 Casca (1) (キャスカ（１）, Kyasuka (1)) - 016 Casca (2) (キャスカ（２）, Kyasuka (2)) |                   |                   |                  |                   |
| 7 | 29 mars 1994      | 978-4-59-213580-7 | 6 avril 2005     | 978-2-7234-5097-3 |
| Personnages sur la couverture : Guts et CascaListe des chapitres : - 017 Casca (3) (キャスカ（３）, Kyasuka (3)) - 018 Entre la vie et la mort (1) (決死行（１）, Kesshikō (1)) - 019 Entre la vie et la mort (2) (決死行（２）, Kesshikō (2)) - 020 Entre la vie et la mort (3) (決死行（３）, Kesshikō (3)) - 021 Retour à la vie (生還, Seikan) - 022 Un foyer de rêves (夢のかがり火, Yume no Kagaribi) - 023 La prise de Dordray (1) (ドルドレイ攻略戦（１）, Dorudorei Kōryakusen (1)) - 024 La prise de Dordray (2) (ドルドレイ攻略戦（２）, Dorudorei Kōryakusen (2)) - 025 La prise de Dordray (3) (ドルドレイ攻略戦（３）, Dorudorei Kōryakusen (3)) - 026 La prise de Dordray (4) (ドルドレイ攻略戦（４）, Dorudorei Kōryakusen (4))                        |                   |                   |                  |                   |
| 8 | 29 septembre 1994 | 978-4-59-213690-3 | 15 juin 2005     | 978-2-7234-5098-0 |
| Personnages sur la couverture : Guts et GriffithListe des chapitres : - 027 La prise de Dordray (5) (ドルドレイ攻略戦（５）, Dorudorei Kōryakusen (5)) - 028 La prise de Dordray (6) (ドルドレイ攻略戦（６）, Dorudorei Kōryakusen (6)) - 029 Le triomphe (凱旋, Gaisen) - 030 Un instant de gloire (栄光の瞬間, Eikō no toki) - 031 Le tombeau de flammes (1) (炎の墓標（１）, Honō no Bohyō (1)) - 032 Le tombeau de flammes (2) (炎の墓標（２）, Honō no Bohyō (2)) - 033 Par une nuit enneigée (ある雪の夜に・・・, Aru Yuki no Yoru ni…) - 034 Le matin du départ (1) (旅立ちの朝（１）, Tabidachi no Asa (1)) - 035 Le matin du départ (2) (旅立ちの朝（２）, Tabidachi no Asa (2)) - 036 Le matin du départ (3) (旅立ちの朝（３）, Tabidachi no Asa (3))        |                   |                   |                  |                   |
| 9 | 29 mars 1995      | 978-4-59-213691-0 | 24 juin 2005     | 978-2-7234-5099-7 |
| Personnage sur la couverture : GutsListe des chapitres : - 037 Le chevalier squelette (髑髏の騎士, Dokuro no kishi) - 038 Le début d'une nuit sans fin (果てしなき夜の始まり, Hateshinaki Yoru no hajimari) - 039 Le faucon déchu (墜ちた鷹, Ochita taka) - 040 L'effondrement du rêve (夢の終焉, Yume no Shūen) - 041 L'arène (闘技会, Tōgikai) - 042 Les fugitifs (逃亡者たち, Tōbōsha-tachi) - 043 Le combattant (闘者, Tōsha) - 044 Frères d'armes (戦友, Sen'yū) - 045 La confession (告白, Kokuhaku) - 046 Blessures (1) (傷（１）, Kizu (1)) - 047 Blessures (2) (傷（２）, Kizu (2)) |                   |                   |                  |                   |
| 10 | 29 septembre 1995 | 978-4-59-213692-7 | 19 octobre 2005  | 978-2-7234-5100-0 |
| Personnages sur la couverture : Guts et le SkullknightListe des chapitres : - 048 Les étincelles à la pointe de l'épée (切っ先の火花, Kissaki no Hibana) - 049 Infiltration à Windham (1) (ウィンダム潜入（１）, Uindamu Sennyū (1)) - 050 Infiltration à Windham (2) (ウィンダム潜入（２）, Uindamu Sennyū (2)) - 051 La veille (1) (前夜祭（１）, Zen'yasai (1)) - 052 La veille (2) (前夜祭（２）, Zen'yasai (2)) - 053 Le fief millénaire (千年封土, Sennen Hōdo) - 054 Retrouvailles en sous sol (深淵の再会, Shin'en no Saikai) - 055 L'échappée (血路, Ketsuro) - 056 Les Bakiraka (1) (バーキラカ（１）, Bākiraka (1)) - 057 Les Bakiraka (2) (バーキラカ（２）, Bākiraka (2)) - 058 Une fleur dans un château de pierre (石の王城の花, Ishi no Shiro no Hana) |                   |                   |                  |                   |

### Tomes 11 à 20
| no | Japonais          | Japonais          | Français         | Français          |
| no | Date de sortie    | ISBN              | Date de sortie   | ISBN              |
| --- | ----------------- | ----------------- | ---------------- | ----------------- |
| 11 | 29 mars 1996      | 978-4-59-213693-4 | 18 janvier 2006  | 978-2-7234-5101-7 |
| Liste des chapitres : - 059 Le chien démoniaque (1) (魔犬（１）, Maken (1)) - 060 Le chien démoniaque (2) (魔犬（２）, Maken (2)) - 061 Le chien démoniaque (3) (魔犬（３）, Maken (3)) - 062 Le chien démoniaque (4) (魔犬（４）, Maken (4)) - 063 Le cri de la bête (狂獣咆哮, Kyōjū Hōkō) - 064 Tragédie en forêt (惨劇の森, Sangeki no Mori) - 065 Lutte à mort (1) (死闘（１）, Shitō (1)) - 066 Lutte à mort (2) (死闘（２）, Shitō (2)) - 067 L'armure au cœur (甲冑は胸に, Yoroi wa Mune ni) - 068 Nouvel arrivant (飛来者・・・, Hiraisha…) - 069 Le retour de l'immortel (不死者再び, Fushisha Futatabi) |                   |                   |                  |                   |
| 12 | 27 septembre 1996 | 978-4-59-213694-1 | 15 mars 2006     | 978-2-7234-5102-4 |
| Liste des chapitres : - 070 Requiem au vent (風の鎮魂歌, Kaze no Rekuiemu) - 071 Soldats à la tombée de la nuit (黄昏の戦士達, Tasogare no Senshi-tachi) - 072 Le garçon de la ruelle (路地裏の少年, Rojiura no Shōnen) - 073 L'occultation (蝕, Shoku) - 074 L'heure de la promesse (約束の刻, Yakusoku no Toki) - 075 L'Avènement (降臨, Kōrin) - 076 Cent démons inhumains (人外百鬼, Ningai Hyakki) - 077 Le château (城, Shiro) - 078 Séparation (決別, Ketsubetsu) - 079 Le festin (宴, Utage) |                   |                   |                  |                   |
| 13 | 28 mars 1997      | 978-4-59-213695-8 | 3 mai 2006       | 978-2-7234-5412-4 |
| Liste des chapitres : - 080 Tempête mortelle (1) (死の嵐（１）, Shi no Arashi(1)) - 081 Tempête mortelle (2) (死の嵐（２）, Shi no Arashi(2)) - 082 Le Dieu des abysses (1) (深淵の神 (1), Shin'en no Kami (1)) - 084 Sang frais (鮮血, Senketsu) - 085 Mouvement foetal (胎動, Taidō) - 086 Naissance (誕生, Tanjō) - 087 La dernière lueur de l'oeil droit (右目の残照, Migime no Zanshō) - 088 Evasion (脱出, Dasshutsu) - 089 Fin du cauchemar (悪夢にめざめて, Akumu ni Mezamete) - 090 Hors d'haleine (疾走, Shissō) - 091 Serment de revanche (反撃の誓い, Hangeki no chikai) |                   |                   |                  |                   |
| 14 | 29 septembre 1997 | 978-4-59-213696-5 | 11 juillet 2006  | 978-2-7234-5437-7 |
| Liste des chapitres : - 092 Démons fantômatiques (幼魔, Yōma) - 093 Les armes du guerrier (武装, Busō) - 094 Celui qui chasse le dragon (ドラゴンを狩る者, Doragon o Karumono) Début de l'Arc L'ère des châtiments (断罪篇, Danzai hen): Chapitre Le cycle des enfants perdus (ロスト・チルドレンの章, Rosuto Chirudoren no Shō) - 095 Le guerrier noir, à nouveau (黒い剣士、再び, Kuroi Kenshi, Futatabi) - 096 Les elfes de la vallée des brumes (霧の谷の妖精, Kiri no Tani no Yōsei) - 097 Jill (ジル, Jiru) - 098 Envolée (飛来, Hirai) - 099 Mystérieux elfes (妖虫, Yōchū) - Bonus Berserk, le prototype |                   |                   |                  |                   |
| 15 | 29 janvier 1998   | 978-4-59-213697-2 | 5 septembre 2006 | 978-2-7234-5438-4 |
| Liste des chapitres : - 100 Reine (Queen) (女王, Kuīn) - 101 Le feu diabolique (鬼火, Onibi) - 102 Picaf aux yeux rouges (赤い目のピーカフ, Akai me no Pīkafu) - 103 La jeune fille des souvenirs (追憶の少女, Tsuioku no Shōjo) - 104 Le monde des créatures ailées (羽あるものの世界, Hanearumono no Sekai) - 105 Le gardien (Guardian) (1) (守護者(1), Gādian (1)) - 106 Le gardien (Guardian) (2) (守護者(2), Gādian (2)) - 107 Le fugitif (追跡者, Tsuisekisha) - 108 La vallée des brumes (1) (霧の谷(1), Kiri no Tani (1)) - 109 La vallée des brumes (2) (霧の谷(2), Kiri no Tani (2)) - 110 Les cocons (繭, Mayu) |                   |                   |                  |                   |
| 16 | 26 août 1998      | 978-4-59-213698-9 | 8 novembre 2006  | 978-2-7234-5439-1 |
| Liste des chapitres : - 111 Le monstre (怪物, Kaibutsu) - 112 Le démon des airs (空魔, Kūma) - 113 Sang frais dans le ciel nocturne (鮮血の夜空, Senketsu no Yozora) - 114 Sur le seuil, entre homme et démon (魔と人の狭間, Ma to Hito no Hazama) - 115 Les lucioles (蛍, Hotaru) - 116 Le chemin de la maison (家路, Ieji) - 117 L'elfe dans le ciel bleu (青空の妖精, Sora no Yōsei) Début de l'Arc L'ère des châtiments (断罪篇, Danzai hen): Chapitre Le cycle des enchaînés (縛鎖の章, Bakusa no Shō) - 118 La bête de l'ombre (闇の獣, Yami no Kedamono) - 119 La troupe des Chaînes d'Acier Sacrées (1) (聖鉄鎖騎士団(1), Seitessa Kishi-dan (1)) - 120 La troupe des Chaînes d'Acier Sacrées (2) (聖鉄鎖騎士団(2), Seitessa Kishi-dan (2)) - 121 La statuette vide (空洞の偶像, Kūdō no Gūzō) |                   |                   |                  |                   |
| 17 | 29 mars 1999      | 978-4-59-213699-6 | 3 janvier 2007   | 978-2-7234-5440-7 |
| Liste des chapitres : - 122 Aveuglement (見ざる者, Mizarumono) - 123 La nuit du miracle (奇跡の夜, Kiseki no Yoru) - 124 Retour vers le passé (去来, Kyorai) - 125 Le matin de la vérité (真実の朝, Shinjitsu no Asa) Début de l'Arc L'ère des châtiments (断罪篇, Danzai hen): Chapitre Le cycle de la Naissance (生誕祭の章, Seitansai no Shō) - 126 La révélation (1) (啓示(1), Keiji (1)) - 127 La révélation (2) (啓示(2), Keiji (2)) - 128 La révélation (3) (啓示(3), Keiji (3)) - 129 La fêlure de la lame (刃の亀裂, Yaiba no Kiretsu) - 130 Faibles flammes (かよわき炎, Kayowaki Honō) - 131 Vers le sanctuaire (1) (聖地へ(1), Seichi e (1)) - 132 Vers le sanctuaire (2) (聖地へ(2), Seichi e (2))                                                                                        |                   |                   |                  |                   |
| 18 | 1er octobre 1999  | 978-4-59-213716-0 | 7 mars 2007      | 978-2-7234-5441-4 |
| Liste des chapitres : - 133 L'infiltration des Kushans (1) (クシャーン斥候(1), Kushān Sekkō (1)) - 134 L'infiltration des Kushans (2) (クシャーン斥候(2), Kushān Sekkō (2)) - 135 La tour de l'ombre (1) (影の塔(1), Kage no Tō (1)) - 136 La tour de l'ombre (2) (影の塔(2), Kage no Tō (2)) - 137 Les enfants de l'ombre (影の子ら, Kage no Kora) - 138 Le fanatique (猛信者, Mōshinja) - 139 Les entrailles du sanctuaire (聖地のはらわた, Seichi no Harawata) - 140 La sorcière (魔女, Majo) - 141 Le chemin maudit (1) (怪道(1), Kaidō (1)) - 142 Le chemin maudit (2) (怪道(2), Kaidō (2)) - 143 Les colonnes de feu (炎の柱, Honō no Hashira) |                   |                   |                  |                   |
| 19 | 29 mars 2000      | 978-4-59-213717-7 | 6 juin 2007      | 978-2-7234-5798-9 |
| Liste des chapitres : - 144 Le guerrier noir du sanctuaire (聖地の黒い剣士, Seichi no Kuroi Kenshi) - 145 Course éperdue (迷走, Meisō) - 146 Un jeune homme ambitieux (野望少年, Yabō Shōnen) - 147 La grotte démoniaque (魔窟, Makutsu) - 148 Retrouvailles (再会, Saikai) - 149 Embuscade (伏兵, Fukuhei) - 150 La falaise (断崖, Dangai) - 151 Les torturés (虜囚, Ryoshū) - 152 La vierge de fer (鉄の処女, Tetsu no Shojo) - 153 Torrent sanglant (1) (亡者の血流(1), Mōja no Ketsuryū (1)) - 154 Torrent sanglant (2) (亡者の血流(2), Mōja no Ketsuryū (2)) |                   |                   |                  |                   |
| 20 | 27 octobre 2000   | 978-4-59-213718-4 | 11 juillet 2007  | 978-2-7234-5810-8 |
| Liste des chapitres : - 155 Le fil de l'araignée (蜘蛛の糸, Kumo no Ito) - 156 Des hauteurs aux bas-fonds (頂に舞うもの底に這うもの, Itadaki ni Maumono Soko ni Haumono) - 157 Hell's Angels (ヘルス・エンジェルス, Herusu Enjerusu) - 158 L'inconnu des profondeurs (底の底の知られぬ者, Soko no Soko no Shirarenu mono) - 159 Ceux qui ont peur (脅えし者, Obieshimono) - 160 Oracle (兆し, Kizashi) - 161 Martyre (殉教, Junkyō) - 162 Ecroulement (崩壊, Hōkai) - 163 L'ombre d'Idea (1) (イデアの影(1), Idea no Kage (1)) - 164 L'ombre d'Idea (2) (イデアの影(2), Idea no Kage (2)) - 165 L'ombre d'Idea (3) (イデアの影(3), Idea no Kage (3)) |                   |                   |                  |                   |

### Tomes 21 à 30
| no | Japonais          | Japonais          | Français          | Français          |
| no | Date de sortie    | ISBN              | Date de sortie    | ISBN              |
| --- | ----------------- | ----------------- | ----------------- | ----------------- |
| 21 | 29 mai 2001       | 978-4-59-213719-1 | 19 septembre 2007 | 978-2-7234-5819-1 |
| Liste des chapitres : - 166 Le poisson volant (跳魚, Hane Uo) - 167 Le moine-monstre (1) (怪僧(1), Kaisō (1)) - 168 Le moine-monstre (2) (怪僧(2), Kaisō (2)) - 169 Les lâches et le battant (縋る者もがく者, Sugarumono Mogakumono) - 170 Tsunami de ténèbres (1) (闇の津波(1), Yami no Tsunami (1)) - 171 Tsunami de ténèbres (2) (闇の津波(2), Yami no Tsunami (2)) - 172 D'un même cri (共鳴, Kyōmei) - 173 Quand le ciel tombera (天墜つ, Ten Otsu) - 174 A l'aube (暁, Akatsuki) - 175 Apparition (出現, Shutsugen) - 176 Décision et départ (決意と旅立ち, Ketsui to Tabidachi) |                   |                   |                   |                   |
| 22 | 19 décembre 2001  | 978-4-59-213720-7 | 29 novembre 2007  | 978-2-7234-5828-3 |
| Liste des chapitres : Début de l'Arc Le Faucon Millénaire (千年王国の鷹編, Mireniamu Farukon hen): Chapitre Chroniques des Guerres Saintes (聖魔戦記の章, Seima Senki no Shō) - 177 Un monde qui se déchire (ほころぶ世界, Hokorobu Sekai) - 178 Retrouvailles sur la colline aux épées (剣の丘の再会, Ken no Oka no Saikai) - 179 La bête guerrière contre le guerrier noir (獣剣士対黒い剣士, Kedamono Kenshi Tai Kuroi Kenshi) - 180 Rien n'a changé (不変, Fuhen) - 181 Début des chroniques guerrières (戦記の序章, Senki no Joshō) - 182 Massacre Kushan (クシャーン猛襲, Kushān Mōshū) - 183 Cri de guerre au vent (1) (鬨の風(1), Toki no Kaze (1)) - 184 Cri de guerre au vent (2) (鬨の風(2), Toki no Kaze (2)) - 185 De neige et de feu, première partie (雪と炎と/前篇, Yuki to Honō to/Zenpen) - 186 De neige et de feu, deuxième partie (雪と炎と/後篇, Yuki to Honō to/Kōhen) |                   |                   |                   |                   |
| 23 | 28 juin 2002      | 978-4-59-213721-4 | 30 janvier 2008   | 978-2-7234-5963-1 |
| Liste des chapitres : - 187 La route de l'hiver (1) (冬の旅路(1), Fuyu no Tabiji (1)) - 188 La route de l'hiver (2) (冬の旅路(2), Fuyu no Tabiji (2)) - 189 Le temps perdu (こぼれた時間, Koboreta Toki) - 190 Les crocs (我牙, Gaki) - 191 Retrouvailles dans la grande plaine (荒れ野の再会, Areno no Saikai) - 192 Les démons-soldats (戦魔, Senma) - 193 L'oriflamme à l'épée ailée (飛剣の御旗, Hiken no Ohata) - 194 Les ailes des ténèbres et de la lumière (光と闇の翼, Hikari to Yami no Tsubasa) - 195 La nuit des étoiles filantes (星降る夜, Hoshi Furu Yoru) - 196 Comme un nourrisson (嬰児の如く, Midorigo no Gotoku) |                   |                   |                   |                   |
| 24 | 19 décembre 2002  | 978-4-59-213722-1 | 19 mars 2008      | 978-2-7234-5964-8 |
| Liste des chapitres : - 197 Troll (獣鬼, Torōru) - 198 La sorcière (魔女, Majo) - 199 La maison dans l'arbre aux esprits (1) (霊樹の館(1), Reiju no Kan (1)) - 200 La maison dans l'arbre aux esprits (2) (霊樹の館(2), Reiju no Kan (2)) - 201 Le monde astral (幽界, Kakuriyo) - 202 La pierre-sortilège (魔石, Maseki) - 203 Les esprits élémentaires (元素霊, Erementaru) - 204 Le village d'Enoch (イーノック村, Īnokku Mura) - 205 Ambition et souvenirs (野望と追憶, Yabō to Tsuioku) - 206 Assaut troll (獣鬼襲来, Torōru Shūrai) |                   |                   |                   |                   |
| 25 | 27 juin 2003      | 978-4-59-213723-8 | 4 juin 2008       | 978-2-7234-5961-7 |
| Liste des chapitres : - 207 L'épée magique (魔法の剣, Mahō no Ken) - 208 Le miroir des pêchés (罪の鏡, Tsumi no Kagami) - 209 Magie (魔術, Majikku) - 210 Le pouvoir de la prière (祈りの奥義, Inori no Ōgi) - 211 Horde démoniaque (1) (魔群(1), Magun (1)) - 212 Horde démoniaque (2) (魔群(2), Magun (2)) - 213 Le torrent (激流, Gekiryū) - 214 Shaman (シャーマン, Shāman) - 215 Ténèbres du Qliphoth (闇, Kurifoto) - 216 Souillure (汚濁, Odaku) |                   |                   |                   |                   |
| 26 | 19 décembre 2003  | 978-4-59-213724-5 | 9 juillet 2008    | 978-2-7234-5962-4 |
| Liste des chapitres : - 217 Punition (報い(むくい), Mukui) - 218 Salut (報い(すくい), Sukui) - 219 Frontières d'outre-monde (黄泉のほとり, Yomi no Hotori) - 220 La courtisane des mers fœtales (胎海の娼姫, Harawada no Shōki) - 221 Compagnons de route (道連, Nakama) - 222 Griffures (爪痕, Tsumeato) - 223 Au coeur des flammes (1) (炎上(1), Enjō (1)) - 224 Au coeur des flammes (2) (炎上(1), Enjō (2)) - 225 L'armure du berserk (1) (狂戦士の甲冑(1), Kyō Senshi no Katchū (1)) - 226 L'armure du berserk (2) (狂戦士の甲冑(1), Kyō Senshi no Katchū (2)) |                   |                   |                   |                   |
| 27 | 29 juillet 2004   | 978-4-59-213725-2 | 24 septembre 2008 | 978-2-7234-6472-7 |
| Page de présentation des personnages au début à partir de ce volumeListe des chapitres : - 227 Le dragon de feu (火竜, Hiryū) - 228 Au creux du feu intérieur (業火の底, Gōka no Soko) - 229 Départ dans les flammes (炎の旅立ち, Honō no Tabidachi) - 230 La capitale fantôme (魔都, Mato) - 231 L'empereur de la terreur (恐帝, Kyōtei) - 232 Daka (soldats-démons) (鬼兵, Dāka) - 233 Le chevalier maléfique (魔騎士, Makishi) - 234 Le dieu-démon (魔神, Majin) - 235 Le réveil de la belle aux bois dormant (眠り姫の目覚め, Nemuri-hime no Mezame) Début de l'Arc Le Faucon Millénaire (千年王国の鷹編, Mireniamu Farukon hen): Chapitre Le cycle de Falconia (鷹都の章, Farukonia no Shō) - 236 Au son du ressac (潮騒, Shiosai) |                   |                   |                   |                   |
| 28 | 28 février 2005   | 978-4-59-213726-9 | 19 novembre 2008  | 978-2-7234-6473-4 |
| Liste des chapitres : - 237 La prédiction (告げられし兆し, Tsugerareshi Kizashi) - 238 Le garçon sous la lune (月下の少年, Gekka no Shōnen) - 239 Servants démoniaques (使い魔, Tsukaima) - 240 Brouillard monstrueux (怪霧, Kaikiri) - 241 Makara, le monstre marin (海獣(マカラ), Kaijū (Makara)) - 242 Le mugissement des vagues (海鳴り, Uminari) - 243 Surhumain (超者(ジャンアーニン), Chōja (Jan'ānin)) - 244 Le port amiral (鎮守府, Chinjūfu) - 245 La ville des hommes (人間の都市, Hito no Machi) - 246 Le milan et la chouette sur le ponton (桟橋のトンビとフクロウ, Sanbashi no Tonbi to Fukurō) |                   |                   |                   |                   |
| 29 | 29 septembre 2005 | 978-4-59-213727-6 | 27 janvier 2009   | 978-2-7234-6474-1 |
| Liste des chapitres : - 247 Blessure d'épée (刃傷, Ninjō) - 248 Guerrier (武者, Musha) - 249 Un modeste repas (ささやかな晩餐, Sasayaka na Bansan) - 250 Retour au bercail (帰巣, Kisō) - 251 Vandimion (ヴァンディミオン, Vandimion) - 252 Dans le jardin (庭園にて, Teien nite) - 253 Le lys sauvage (野の白百合, No no Shirayuri) - 254 Mère (母, Haha) - 255 Le bal (舞踏会, Butōkai) - 256 Entre les rangées de piliers (列柱の間, Rechū no Aida) |                   |                   |                   |                   |
| 30 | 29 mars 2006      | 978-4-59-213728-3 | 11 mars 2009      | 978-2-7234-6475-8 |
| Liste des chapitres : - 257 Duel (決闘(DUEL), Kettō (DUEL)) - 258 Le pilier de la sainte alliance (教圏の宗主, Kyōken no Sōsha) - 259 Le tigre monstrueux (妖虎, Yōko) - 260 Le raid (乱入, Rannyū) - 261 La cage rouillée (錆びた鳥籠, Sabita Torikago) - 262 Déclaration de guerre (宣戦布告, Sensen Fukoku) - 263 L'attaque des servants (妖獣侵攻, Yōjū Shinkō) - 264 Révélation divine (天啓, Tenkei) - 265 La ville des monstres (1) (妖獣都市(1), Yōjū Toshi (1)) - 266 La ville des monstres (2) (妖獣都市(2), Yōjū Toshi (2)) |                   |                   |                   |                   |

### Tomes 31 à 40
| no | Japonais          | Japonais          | Français         | Français          |
| no | Date de sortie    | ISBN              | Date de sortie   | ISBN              |
| --- | ----------------- | ----------------- | ---------------- | ----------------- |
| 31 | 29 septembre 2006 | 978-4-59-214431-1 | 20 mai 2009      | 978-2-7234-6722-3 |
| Liste des chapitres : - 267 La baie en feu (灼熱湾, Shakunetsu Wan) - 268 Blaze rod (La roue enflammée) (火炎輪(ブレイズ・ロッド), Kaenrin (Bureizu Roddo)) - 269 La bête armée (剣獣, Kenjū) - 270 Le général ascète (仙将(パラマリシヤ・センアーンイー), Senshō (Paramarishia Sen'ān'ī)) - 271 Sorcellerie orientale (東方魔術, Tōhō Majutsu) - 272 Celui qui s'enroule (塒巻く者, Toguro Makumono) - 273 Explosion de flammes (爆炎, Bakuen) - 274 L'empereur foudroyant (雷帝, Raitei) - 275 Raid de l'armée démoniaque (魔軍襲来, Magun Shūrai) - 276 Masse nuageuse (叢雲, Murakumo)                                            |                   |                   |                  |                   |
| 32 | 29 novembre 2007  | 978-4-59-214432-8 | 1er juillet 2009 | 978-2-7234-6723-0 |
| Page de résumé des tomes précédents au début à partir de ce volumeListe des chapitres : - 277 Balle de chair (肉弾, Nikudan) - 278 Embarquement (船出, Funade) - 279 La grande invasion (1) (大侵攻(1), Daishinkō (1)) - 280 La grande invasion (2) (大侵攻(2), Daishinkō (2)) - 281 Arrivée en vol (飛来, Hirai) - 282 Le champ de bataille déchiré (裂ける戦場, Sakeru Senjō) - 283 Coup de vent (風巻, Shimaki) - 284 L'armée régulière du Midland (ミッドランド正規軍, Middorando Taikigun) - 285 Le héros (英雄, Eiyū) - 286 Sur le pont (船上にて, Senjō Nite)                                                                  |                   |                   |                  |                   |
| 33 | 24 octobre 2008   | 978-4-59-214433-5 | 26 janvier 2011  | 978-2-7234-7712-3 |
| Liste des chapitres : - 287 Ecume (水泡, Suibō) - 288 Bataille navale (1) (海戦(1), Kaisen (1)) - 289 Bataille navale (2) (海戦(2), Kaisen (2)) - 290 Un rugissement venu des ténèbres (闇からの咆哮, Yami kara no Hōkō) - 291 Rêve prémonitoire (予知夢, Yochimu) - 292 Le brouillard de mort (死の霧, Shi no Kiri) - 293 Ténèbres silencieuses (静寂なる闇, Seijaku Naru Yami) - 294 Exode (エクソダス, Ekusodasu) - 295 Shiva (末神, Matsukami) - 296 Cieux grondants (轟天, Goten) |                   |                   |                  |                   |
| 34 | 25 septembre 2009 | 978-4-592-14434-2 | 20 avril 2011    | 978-2-7234-8074-1 |
| Liste des chapitres : - 297 L'aveugle dieu géant (盲目の巨神, Mōmoku no Kyoshin) - 298 Libération démoniaque (放魔, Hōma) - 299 Champ de bataille inhumain (人外の戦場, Jingai no Senjō) - 300 La prophétesse du faucon (鷹の巫女, Taka no Miko) - 301 Chaos (混沌, Konton) - 302 Envol (飛翔, Hishō) - 303 Contre-jour (逆光, Gyakkō) - 304 Faille (亀裂, Kiretsu) - 305 Création (開闢, Kaibyaku) - 306 Fantasia (幻造世界, Fantajia) |                   |                   |                  |                   |
| 35 | 29 septembre 2010 | 978-4-592-14435-9 | 29 juin 2011     | 978-2-7234-8407-7 |
| Liste des chapitres : - 307 Falconia (ファルコニア, Farukonia) Début de l'Arc Fantasia (幻造世界編, Fantajia Hen): Chapitre Le cycle de l'île elfe (妖精島の章, Yōseijima no Shō) - 308 Vaisseau fantôme (1) (幽霊船(1), Yūreisen (1)) - 309 Vaisseau fantôme (2) (幽霊船(2), Yūreisen (2)) - 310 Vaisseau fantôme (3) (幽霊船(3), Yūreisen (3)) - 311 L'îlot isolé (孤島, Kotō) - 312 La fille des courants hurlants (鳴る瀬ろの娘, Narusero no Musume) - 313 Les êtres des mers traîtresses (禍海の者共, Magawada no Monodomo) - 314 Tentacules humains (人触手, Hito Shokusha) - 315 Vaisseau tentaculaire (触手船, Shokusha Fune) |                   |                   |                  |                   |
| 36 | 23 septembre 2011 | 978-4-592-14436-6 | 2 janvier 2013   | 978-2-7234-9112-9 |
| Liste des chapitres : - 316 Pleine lune (1) (満月(1), Mangetsu (1)) - 317 Pleine lune (2) (満月(2), Mangetsu (2)) - 318 Guerrier bestial (獣士, Kedamono) - 319 Le dieu marin (1) (海神(1), Kaijin (1)) - 320 Le dieu marin (2) (海神(2), Kaijin (2)) - 321 Le dieu marin (3) (海神(3), Kaijin (3)) - 322 Tremblement de coeur (震臓, Shinzō) - 323 Appel des profondeurs (深き呼び声, Fukaki Yobigoe) - 324 Merrow (1) (人魚(1), Merō (1)) |                   |                   |                  |                   |
| 37 | 23 mars 2013      | 978-4-592-14437-3 | 2 juillet 2014   | 978-2-7234-9594-3 |
| Liste des chapitres : - 325 Merrow (2) (人魚(2), Merō (2)) - 326 Le coeur des sirènes (声連, Seiren) - 327 Remontée en surface (浮上, Fujō) - 328 Météore (流星, Ryūsei) - 329 La fleur d'un printemps lointain (1) (遠い日の春花(1), Tōi Hi no Shunka (1)) - 330 La fleur d'un printemps lointain (2) (遠い日の春花(2), Tōi Hi no Shunka (2)) - 331 La fleur d'un printemps lointain (3) (遠い日の春花(3), Tōi Hi no Shunka (3)) - 332 Les chariots à bâche (幌馬車, Horobasha) - 333 Paradis (楽土, Paradaisu) |                   |                   |                  |                   |
| 38 | 24 juin 2016      | 978-4-592-14438-0 | 18 janvier 2017  | 978-2-344-00942-0 |
| Liste des chapitres : - 334 La ville des hommes (人の都, Hito no Miyako) - 335 Droit divin de la royauté (王權神授, Ōken Shinju) - 336 Pandemonium (万魔殿, Ban-maden) - 337 Le pont de la séparation (別離の橋, Betsuri no Hashi) - 338 Visite de la mort au crépuscule (夕闇の死客, Yūyami no Shikaku) - 339 Capitale sous le clair de lune (月下の王都, Gekka no Ōto) - 340 Combat dans l'obscurité (暗闘, Antō) - 341 Evasion par les airs (逃飛翔, Tō Hishō) - 342 Atterrissage (上陸, Jōriku) |                   |                   |                  |                   |
| 39 | 23 juin 2017      | 978-4-592-14439-7 | 17 janvier 2018  | 978-2-344-02741-7 |
| Liste des chapitres : - 343 Marionnette enflammée (炎の人形, Honō no Ningyō) - 344 Le village des sorciers (魔女の村, Majo no Mura) - 345 Archimage (大導師, Daidōshi) - 346 Elfhelm (妖精郷, Erufuherumu) - 347 Le roi des elfes (花吹雪く王, Hana Fubuku Ō) - 348 Les landes sombres (薄闇の荒野, Usukuragari no Kōya) - 349 Partage de rêves (夢の回廊, Yume no Kairō) - 350 Fragments de mémoire (記憶の欠片, Kioku no Kakera) |                   |                   |                  |                   |
| 40 | 28 septembre 2018 | 978-4-592-14440-3 | 17 avril 2019    | 978-2-344-03384-5 |
| Liste des chapitres : - 351 La forêt de corps et d'arbres épineux (屍と針杉の森, Shikabane to Harisugi no Mori) - 352 La raison (元凶, Genkyō) - 353 Le dernier fragment (最後の欠片, Saigo no Kakera) - 354 Éveil (覚醒, Mezame) - 355 Sous les arbres du soleil (木漏れ日の下で, Komorebi no Shita de) - 356 Jötunn (巨人, Yotun) - 357 Triomphe à l'aube (有明の凱旋, Ariake no Gaisen) |                   |                   |                  |                   |

### Tomes 41 à aujourd'hui
| no | Japonais          | Japonais                            | Français        | Français                                                                   |
| no | Date de sortie    | ISBN                                | Date de sortie  | ISBN                                                                       |
| --- | ----------------- | ----------------------------------- | --------------- | -------------------------------------------------------------------------- |
| 41 | 24 décembre 2021  | 978-4-592-16691-7 978-4-592-10629-6 | 6 juillet 2022  | 978-2-344-05341-6 (édition standard) 978-2-344-05342-3 (édition collector) |
| Liste des chapitres : - 358 L'aube de l'empire (帝国の黎明, Teikoku no Reimei) - 359 La barrière (障壁, Shōheki) - 360 La cerisaie (桜の園, Sakura no Sono) - 361 Le ravin (渓谷, Keikoku) - 362 Vision de mort (幻死, Genshi) - 363 Singe sauteur (跳猿, Chōen) - 364 Larme de rosée (朝露の涙, Asatsuyu no Namida) |                   |                                     |                 |                                                                            |
| 42 | 29 septembre 2023 | 978-4-592-16692-4 978-4-592-10635-7 | 10 juillet 2024 | 978-2-344-06364-4 (édition standard) 978-2-344-06365-1 (édition collector) |
| Liste des chapitres : - 365 Silence sous la lune gibbeuse (衰える月の落ち着き, Otoroeru Tsuki no Ochitsuki) - 366 L'œil du Maelström (マエルストロムの目, Maerusutoromu no Me) - 367 Pétales évanescents (桜が落ちると霧が消える, Sakura ga Ochiru to Kiri ga Kieru) - 368 Ceux qui rongent et dévorent (蝕む者たち, Mushibamu Monotachi) - 369 L'île éphémère perdue au milieu des mers (泡沫の孤島, Utakata no kotō) - 370 Les naufragés de la mer de l'ouest (西海からの難民, Saikai kara no nanmin) - 371 Une lueur qui s'éteint dans la nuit noire (狭き暗夜に消ゆる灯火, Semaki An'ya ni shō Yuru Tomoshibi) - 372 La corbelle rouge qui s'endort dans sa cage (赤いカラスは鳥かごで眠る, Akai Karasu wa Torikago de Nemurui) - 373 Les anneaux rouillés qui empêchent d'avancer (歩みかなわぬ錆びた鉄輪, Ayumi Kanawanu Sabita Kanawa)                                     |                   |                                     |                 |                                                                            |
| 43 | 29 août 2025      | 978-4-592-16693-1 978-4-592-10640-1 |                 |                                                                            |
| - |                   |                                     |                 |                                                                            |
| PrépublicationListe des chapitres : - 374 La Bête noire va-t-elle se réveiller ? (眠れる黒の獣は ただ静かに佇むのか, Nemureru kuro no kemono wa tada shizuka ni tatazumu no ka) - 375 L'aube suivant la nuit brumeuse (晴れぬ夜霧の朝まだき, Harenu Yogiri no Asamadaki) - 376 La mer tremble, la guerre se profile. (震える海面と悲惨な戦争の影, Furueru Kaimen to Hisan'na Sensō no Kage) - 377 Nourrir un serpent en son sein (胸の中の蛇, Mune no naka no hebi) - 378 L'assassin invité (招かれし刺客, Maneka reshi shikaku) - 379 Ceux qui dansent à travers les profondeurs infernales (阿鼻無間に踊る者たち, Abi mugen ni odoru-sha-tachi) - 380 Les ombres meurent deux fois (影は二度死ぬ, Kage wa ni-do shinu) - 381 Le croissant de lune brille sur le dos de l'exilé (弦月は流刑人の背を照らす, Gengetsu wa rukeinin no se o terasu) - 382 La tombe (玄室, Genshitsu) |                   |                                     |                 |                                                                            |

### Chapitre non relié
- 083 Le Dieu des abysses (2) (深淵の神 (2), Shin'en no Kami (2)?)

Le chapitre 83 est prépublié dans le Young Animal, mais n'a jamais été intégré au volume relié après une décision de Kentaro Miura qui a regretté avoir révélé la nature de « Dieu » à ce stade de l'histoire et qui aurait bridé sa liberté pour les développements futurs de l'histoire.

## Rythme de publication
Malgré ses nombreuses pauses, le rythme officiel du magazine Young Animal à Kentaro Miura entre 1989 et 2010 était d'un chapitre toutes les 2 à 3 semaines.
Ce rythme a été modifié à un chapitre tous les mois en 2013, rythme qui n'est pas tenu par l'auteur car faisant des pauses de plus en plus longues. Kentaro Miura décède le 6 mai 2021 des suites d'une dissection aortique aiguë. Le manga est repris depuis juin 2022 par les assistants de Miura du studio Gaga sous la supervision de Koji Mori, son ami d'enfance.
- De 2 à 3 mois
- De 3 à 6 mois
- De 6 à 12 mois
- Plus d'1 an

| Ch.01      | 1er octobre 1989   |                          |
| Ch.02      | 1er janvier 1990   | 3 mois                   |
| Ch.03      | 1er septembre 1990 | 8 mois                   |
| Ch.04 p.01 | 1er octobre 1990   | 1 mois                   |
| Ch.04 p.02 | 1er novembre 1990  | 1 mois                   |
| Ch.05 p.01 | 1er décembre 1990  | 1 mois                   |
| Ch.05 p.02 | 1er janvier 1991   | 1 mois                   |
| Ch.06      | 1er mars 1991      | 2 mois                   |
| Ch.07      | 1er avril 1991     | 1 mois                   |
| Ch.08      | 1er mai 1991       | 1 mois                   |
| Ch.09      | 1er août 1991      | 3 mois                   |
| Ch.10      | 1er septembre 1991 | 1 mois                   |
| Ch.11      | 1er octobre 1991   | 1 mois                   |
| Ch.12      | 1er novembre 1991  | 1 mois                   |
| Ch.13      | 1er décembre 1991  | 1 mois                   |
| Ch.14      | 1er janvier 1992   | 1 mois                   |
| Ch.15      | 1er février 1992   | 1 mois                   |
| Ch.16      | 1er mars 1992      | 1 mois                   |
| 1          | 9 octobre 1992     | 7 mois et 8 jours        |
| 2          | 23 octobre 1992    | 14 jours                 |
| 3          | 13 novembre 1992   | 21 jours                 |
| 4          | 27 novembre 1992   | 14 jours                 |
| 5          | 11 décembre 1992   | 14 jours                 |
| 6          | 25 décembre 1992   | 14 jours                 |
| 7          | 8 janvier 1993     | 14 jours                 |
| 8          | 22 janvier 1993    | 14 jours                 |
| 9          | 12 février 1993    | 21 jours                 |
| 10         | 12 mars 1993       | 1 mois                   |
| 11         | 26 mars 1993       | 14 jours                 |
| 12         | 9 avril 1993       | 14 jours                 |
| 13         | 23 avril 1993      | 14 jours                 |
| 14         | 14 mai 1993        | 21 jours                 |
| 15         | 28 mai 1993        | 14 jours                 |
| 16         | 11 juin 1993       | 14 jours                 |
| 17         | 25 juin 1993       | 14 jours                 |
| 18         | 9 juillet 1993     | 14 jours                 |
| 19         | 23 juillet 1993    | 14 jours                 |
| 20         | 13 août 1993       | 21 jours                 |
| 21         | 27 août 1993       | 14 jours                 |
| 22         | 10 septembre 1993  | 14 jours                 |
| 23         | 8 octobre 1993     | 28 jours                 |
| 24         | 22 octobre 1993    | 14 jours                 |
| 25         | 12 novembre 1993   | 21 jours                 |
| 26         | 26 novembre 1993   | 14 jours                 |
| 27         | 10 décembre 1993   | 14 jours                 |
| 28         | 24 décembre 1993   | 14 jours                 |
| 29         | 28 janvier 1994    | 1 mois et 4 jours        |
| 30         | 11 février 1994    | 14 jours                 |
| 31         | 25 février 1994    | 14 jours                 |
| 32         | 11 mars 1994       | 14 jours                 |
| 33         | 25 mars 1994       | 14 jours                 |
| 34         | 8 avril 1994       | 14 jours                 |
| 35         | 22 avril 1994      | 14 jours                 |
| 36         | 13 mai 1994        | 21 jours                 |
| 37         | 10 juin 1994       | 28 jours                 |
| 38         | 24 juin 1994       | 14 jours                 |
| 39         | 8 juillet 1994     | 14 jours                 |
| 40         | 22 juillet 1994    | 14 jours                 |
| 41         | 12 août 1994       | 21 jours                 |
| 42         | 26 août 1994       | 14 jours                 |
| 43         | 9 septembre 1994   | 14 jours                 |
| 44         | 23 septembre 1994  | 14 jours                 |
| 45         | 14 octobre 1994    | 21 jours                 |
| 46         | 28 octobre 1994    | 14 jours                 |
| 47         | 11 novembre 1994   | 14 jours                 |
| 48         | 9 décembre 1994    | 28 jours                 |
| 49         | 23 décembre 1994   | 14 jours                 |
| 50         | 13 janvier 1995    | 21 jours                 |
| 51         | 27 janvier 1995    | 14 jours                 |
| 52         | 10 février 1995    | 14 jours                 |
| 53         | 24 février 1995    | 14 jours                 |
| 54         | 10 mars 1995       | 14 jours                 |
| 55         | 24 mars 1995       | 14 jours                 |
| 56         | 14 avril 1995      | 21 jours                 |
| 57         | 28 avril 1995      | 14 jours                 |
| 58         | 12 mai 1995        | 14 jours                 |
| 59         | 9 juin 1995        | 28 jours                 |
| 60         | 23 juin 1995       | 14 jours                 |
| 61         | 14 juillet 1995    | 21 jours                 |
| 62         | 28 juillet 1995    | 14 jours                 |
| 63         | 11 août 1995       | 14 jours                 |
| 64         | 25 août 1995       | 14 jours                 |
| 65         | 8 septembre 1995   | 14 jours                 |
| 66         | 22 septembre 1995  | 14 jours                 |
| 67         | 27 octobre 1995    | 1 mois et 5 jours        |
| 68         | 10 novembre 1995   | 14 jours                 |
| 69         | 24 novembre 1995   | 14 jours                 |
| 70         | 8 décembre 1995    | 14 jours                 |
| 71         | 22 décembre 1995   | 14 jours                 |
| 72         | 12 janvier 1996    | 21 jours                 |
| 73         | 9 février 1996     | 28 jours                 |
| 74         | 23 février 1996    | 14 jours                 |
| 75         | 8 mars 1996        | 14 jours                 |
| 76         | 22 mars 1996       | 14 jours                 |
| 77         | 12 avril 1996      | 21 jours                 |
| 78         | 26 avril 1996      | 14 jours                 |
| 79         | 10 mai 1996        | 14 jours                 |
| 80         | 24 mai 1996        | 14 jours                 |
| 81         | 14 juin 1996       | 21 jours                 |
| 82         | 28 juin 1996       | 14 jours                 |
| 83         | 12 juillet 1996    | 14 jours                 |
| 84         | 26 juillet 1996    | 14 jours                 |
| 85         | 9 août 1996        | 14 jours                 |
| 86         | 23 août 1996       | 14 jours                 |
| 87         | 13 septembre 1996  | 21 jours                 |
| 88         | 27 septembre 1996  | 14 jours                 |
| 89         | 11 octobre 1996    | 14 jours                 |
| 90         | 25 octobre 1996    | 14 jours                 |
| 91         | 8 novembre 1996    | 14 jours                 |
| 92         | 22 novembre 1996   | 14 jours                 |
| 93         | 13 décembre 1996   | 21 jours                 |
| 94         | 27 décembre 1996   | 14 jours                 |
| 95         | 28 février 1997    | 2 mois et 1 jour         |
| 96         | 14 mars 1997       | 14 jours                 |
| 97         | 28 mars 1997       | 14 jours                 |
| 98         | 11 avril 1997      | 14 jours                 |
| 99         | 9 mai 1997         | 28 jours                 |
| 100        | 23 mai 1997        | 14 jours                 |
| 101        | 13 juin 1997       | 21 jours                 |
| 102        | 27 juin 1997       | 14 jours                 |
| 103        | 11 juillet 1997    | 14 jours                 |
| 104        | 25 juillet 1997    | 14 jours                 |
| 105        | 22 août 1997       | 28 jours                 |
| 106        | 12 septembre 1997  | 21 jours                 |
| 107        | 26 septembre 1997  | 14 jours                 |
| 108        | 10 octobre 1997    | 14 jours                 |
| 109        | 24 octobre 1997    | 14 jours                 |
| 110        | 14 novembre 1997   | 21 jours                 |
| 111        | 28 novembre 1997   | 14 jours                 |
| 112        | 26 décembre 1997   | 28 jours                 |
| 113        | 9 janvier 1998     | 14 jours                 |
| 114        | 23 janvier 1998    | 14 jours                 |
| 115        | 13 février 1998    | 21 jours                 |
| 116        | 27 février 1998    | 14 jours                 |
| 117        | 13 mars 1998       | 14 jours                 |
| 118        | 27 mars 1998       | 14 jours                 |
| 119        | 10 avril 1998      | 14 jours                 |
| 121        | 8 mai 1998         | 28 jours                 |
| 122        | 12 juin 1998       | 1 mois et 4 jours        |
| 123        | 26 juin 1998       | 14 jours                 |
| 124        | 24 juillet 1998    | 28 jours                 |
| 125        | 14 août 1998       | 21 jours                 |
| 126        | 28 août 1998       | 14 jours                 |
| 127        | 11 septembre 1998  | 14 jours                 |
| 128        | 25 septembre 1998  | 14 jours                 |
| 129        | 9 octobre 1998     | 14 jours                 |
| 130        | 23 octobre 1998    | 14 jours                 |
| 131        | 13 novembre 1998   | 21 jours                 |
| 132        | 27 novembre 1998   | 14 jours                 |
| 133        | 25 décembre 1998   | 28 jours                 |
| 134        | 8 janvier 1999     | 14 jours                 |
| 135        | 22 janvier 1999    | 14 jours                 |
| 136        | 12 février 1999    | 21 jours                 |
| 137        | 12 mars 1999       | 1 mois                   |
| 138        | 26 mars 1999       | 14 jours                 |
| 139        | 9 avril 1999       | 14 jours                 |
| 140        | 23 avril 1999      | 14 jours                 |
| 141        | 14 mai 1999        | 21 jours                 |
| 142        | 28 mai 1999        | 14 jours                 |
| 143        | 25 juin 1999       | 28 jours                 |
| 144        | 9 juillet 1999     | 14 jours                 |
| 145        | 23 juillet 1999    | 14 jours                 |
| 146        | 13 août 1999       | 21 jours                 |
| 147        | 27 août 1999       | 14 jours                 |
| 148        | 10 septembre 1999  | 14 jours                 |
| 149        | 8 octobre 1999     | 28 jours                 |
| 150        | 22 octobre 1999    | 14 jours                 |
| 151        | 22 novembre 1999   | 1 mois                   |
| 152        | 10 décembre 1999   | 18 jours                 |
| 153        | 24 décembre 1999   | 14 jours                 |
| 154        | 14 janvier 2000    | 21 jours                 |
| 155        | 28 janvier 2000    | 14 jours                 |
| 156        | 11 février 2000    | 14 jours                 |
| 157        | 25 février 2000    | 14 jours                 |
| 158        | 24 mars 2000       | 28 jours                 |
| 159        | 14 avril 2000      | 21 jours                 |
| 160        | 28 avril 2000      | 14 jours                 |
| 161        | 12 mai 2000        | 14 jours                 |
| 162        | 26 mai 2000        | 14 jours                 |
| 163        | 23 juin 2000       | 28 jours                 |
| 164        | 14 juillet 2000    | 21 jours                 |
| 165        | 28 juillet 2000    | 14 jours                 |
| 166        | 11 août 2000       | 14 jours                 |
| 167        | 25 août 2000       | 14 jours                 |
| 168        | 22 septembre 2000  | 28 jours                 |
| 169        | 13 octobre 2000    | 21 jours                 |
| 170        | 27 octobre 2000    | 14 jours                 |
| 171        | 10 novembre 2000   | 14 jours                 |
| 172        | 24 novembre 2000   | 14 jours                 |
| 173        | 22 décembre 2000   | 28 jours                 |
| 174        | 12 janvier 2001    | 21 jours                 |
| 175        | 26 janvier 2001    | 14 jours                 |
| 176        | 9 février 2001     | 14 jours                 |
| 177        | 9 mars 2001        | 1 mois                   |
| 178        | 23 mars 2001       | 14 jours                 |
| 179        | 13 avril 2001      | 21 jours                 |
| 180        | 27 avril 2001      | 14 jours                 |
| 181        | 11 mai 2001        | 14 jours                 |
| 182        | 25 mai 2001        | 14 jours                 |
| 183        | 22 juin 2001       | 28 jours                 |
| 184        | 13 juillet 2001    | 21 jours                 |
| 185        | 27 juillet 2001    | 14 jours                 |
| 186        | 10 août 2001       | 14 jours                 |
| 187        | 14 septembre 2001  | 1 mois et 4 jours        |
| 188        | 28 septembre 2001  | 14 jours                 |
| 189        | 12 octobre 2001    | 14 jours                 |
| 190        | 26 octobre 2001    | 14 jours                 |
| 191        | 9 novembre 2001    | 14 jours                 |
| 192        | 14 décembre 2001   | 1 mois et 5 jours        |
| 193        | 28 décembre 2001   | 14 jours                 |
| 194        | 11 janvier 2002    | 14 jours                 |
| 195        | 25 janvier 2002    | 14 jours                 |
| 196        | 22 février 2002    | 28 jours                 |
| 197        | 8 mars 2002        | 14 jours                 |
| 198        | 22 mars 2002       | 14 jours                 |
| 199        | 12 avril 2002      | 21 jours                 |
| 200        | 26 avril 2002      | 14 jours                 |
| 201        | 10 mai 2002        | 14 jours                 |
| 202        | 14 juin 2002       | 1 mois et 4 jours        |
| 203        | 28 juin 2002       | 14 jours                 |
| 204        | 12 juillet 2002    | 14 jours                 |
| 205        | 26 juillet 2002    | 14 jours                 |
| 206        | 9 août 2002        | 14 jours                 |
| 207        | 13 septembre 2002  | 1 mois et 4 jours        |
| 208        | 27 septembre 2002  | 14 jours                 |
| 209        | 11 octobre 2002    | 14 jours                 |
| 210        | 25 octobre 2002    | 14 jours                 |
| 211        | 8 novembre 2002    | 14 jours                 |
| 212        | 13 décembre 2002   | 1 mois et 5 jours        |
| 213        | 27 décembre 2002   | 14 jours                 |
| 214        | 10 janvier 2003    | 14 jours                 |
| 215        | 24 janvier 2003    | 14 jours                 |
| 216        | 14 février 2003    | 21 jours                 |
| 217        | 14 mars 2003       | 1 mois                   |
| 218        | 28 mars 2003       | 14 jours                 |
| 219        | 11 avril 2003      | 14 jours                 |
| 220        | 25 avril 2003      | 14 jours                 |
| 221        | 9 mai 2003         | 14 jours                 |
| 222        | 13 juin 2003       | 1 mois et 4 jours        |
| 223        | 27 juin 2003       | 14 jours                 |
| 224        | 11 juillet 2003    | 14 jours                 |
| 225        | 25 juillet 2003    | 14 jours                 |
| 226        | 8 août 2003        | 14 jours                 |
| 227        | 22 août 2003       | 14 jours                 |
| 228        | 12 septembre 2003  | 21 jours                 |
| 229        | 26 septembre 2003  | 14 jours                 |
| 230        | 14 novembre 2003   | 1 mois et 19 jours       |
| 231        | 28 novembre 2003   | 14 jours                 |
| 232        | 12 décembre 2003   | 14 jours                 |
| 233        | 9 janvier 2004     | 28 jours                 |
| 234        | 23 janvier 2004    | 14 jours                 |
| 235        | 13 février 2004    | 21 jours                 |
| 236        | 12 mars 2004       | 28 jours                 |
| 237        | 26 mars 2004       | 14 jours                 |
| 238        | 2 avril 2004       | 7 jours                  |
| 239        | 16 avril 2004      | 14 jours                 |
| 240        | 7 mai 2004         | 21 jours                 |
| 241        | 21 mai 2004        | 14 jours                 |
| 242        | 11 juin 2004       | 21 jours                 |
| 243        | 25 juin 2004       | 14 jours                 |
| 244        | 10 septembre 2004  | 2 mois et 16 jours       |
| 245        | 24 septembre 2004  | 14 jours                 |
| 246        | 8 octobre 2004     | 14 jours                 |
| 247        | 22 octobre 2004    | 14 jours                 |
| 248        | 12 novembre 2004   | 21 jours                 |
| 249        | 26 novembre 2004   | 14 jours                 |
| 250        | 28 janvier 2005    | 2 mois et 2 jours        |
| 251        | 11 février 2005    | 14 jours                 |
| 252        | 25 février 2005    | 14 jours                 |
| 253        | 25 mars 2005       | 1 mois                   |
| 254        | 8 avril 2005       | 14 jours                 |
| 255        | 22 avril 2005      | 14 jours                 |
| 256        | 25 mai 2005        | 1 mois et 3 jours        |
| 257        | 10 juin 2005       | 16 jours                 |
| 258        | 24 juin 2005       | 14 jours                 |
| 259        | 22 juillet 2005    | 28 jours                 |
| 260        | 12 août 2005       | 21 jours                 |
| 261        | 26 août 2005       | 14 jours                 |
| 262        | 9 septembre 2005   | 14 jours                 |
| 263        | 14 octobre 2005    | 1 mois et 5 jours        |
| 264        | 28 octobre 2005    | 14 jours                 |
| 265        | 11 novembre 2005   | 14 jours                 |
| 266        | 23 décembre 2005   | 1 mois et 12 jours       |
| 267        | 13 janvier 2006    | 21 jours                 |
| 268        | 27 janvier 2006    | 14 jours                 |
| 269        | 10 février 2006    | 14 jours                 |
| 270        | 10 mars 2006       | 1 mois                   |
| 271        | 24 mars 2006       | 14 jours                 |
| 272        | 14 avril 2006      | 21 jours                 |
| 273        | 28 avril 2006      | 14 jours                 |
| 274        | 26 mai 2006        | 28 jours                 |
| 275        | 9 juin 2006        | 14 jours                 |
| 276        | 23 juin 2006       | 14 jours                 |
| 277        | 28 juillet 2006    | 1 mois et 5 jours        |
| 278        | 11 août 2006       | 14 jours                 |
| 279        | 8 septembre 2006   | 28 jours                 |
| 280        | 29 décembre 2006   | 3 mois et 21 jours       |
| 281        | 26 janvier 2007    | 28 jours                 |
| 282        | 9 février 2007     | 14 jours                 |
| 283        | 23 février 2007    | 14 jours                 |
| 284        | 6 avril 2007       | 1 mois et 14 jours       |
| 285        | 27 avril 2007      | 21 jours                 |
| 286        | 22 juin 2007       | 1 mois et 26 jours       |
| 287        | 13 juillet 2007    | 21 jours                 |
| 288        | 27 juillet 2007    | 14 jours                 |
| 289        | 14 septembre 2007  | 1 mois et 18 jours       |
| 290        | 28 septembre 2007  | 14 jours                 |
| 291        | 9 novembre 2007    | 1 mois et 12 jours       |
| 292        | 23 novembre 2007   | 14 jours                 |
| 293        | 22 février 2008    | 2 mois et 30 jours       |
| 294        | 14 mars 2008       | 21 jours                 |
| 295        | 28 mars 2008       | 14 jours                 |
| 296        | 23 mai 2008        | 1 mois et 25 jours       |
| 297        | 13 juin 2008       | 21 jours                 |
| 298        | 24 octobre 2008    | 4 mois et 11 jours       |
| 299        | 14 novembre 2008   | 21 jours                 |
| 300        | 28 novembre 2008   | 14 jours                 |
| 301        | 12 décembre 2008   | 14 jours                 |
| 302        | 24 avril 2009      | 4 mois et 12 jours       |
| 303        | 8 mai 2009         | 14 jours                 |
| 304        | 22 mai 2009        | 14 jours                 |
| 305        | 12 juin 2009       | 21 jours                 |
| 306        | 26 juin 2009       | 14 jours                 |
| 307        | 25 septembre 2009  | 2 mois et 30 jours       |
| 308        | 9 octobre 2009     | 14 jours                 |
| 309        | 23 octobre 2009    | 14 jours                 |
| 310        | 22 janvier 2010    | 2 mois et 30 jours       |
| 311        | 12 février 2010    | 21 jours                 |
| 312        | 26 février 2010    | 14 jours                 |
| 313        | 25 juin 2010       | 3 mois et 30 jours       |
| 314        | 9 juillet 2010     | 14 jours                 |
| 315        | 23 juillet 2010    | 14 jours                 |
| 316        | 22 octobre 2010    | 2 mois et 29 jours       |
| 317        | 12 novembre 2010   | 21 jours                 |
| 318        | 26 novembre 2010   | 14 jours                 |
| 319        | 8 avril 2011       | 4 mois et 13 jours       |
| 320        | 22 avril 2011      | 14 jours                 |
| 321        | 13 mai 2011        | 21 jours                 |
| 322        | 24 juin 2011       | 1 mois et 11 jours       |
| 323        | 8 juillet 2011     | 14 jours                 |
| 324        | 22 juillet 2011    | 14 jours                 |
| 325        | 23 septembre 2011  | 2 mois et 1 jour         |
| 326        | 27 janvier 2012    | 4 mois et 4 jours        |
| 327        | 10 février 2012    | 14 jours                 |
| 328        | 8 juin 2012        | 3 mois et 29 jours       |
| 329        | 22 juin 2012       | 14 jours                 |
| 330        | 13 juillet 2012    | 21 jours                 |
| 331        | 12 octobre 2012    | 2 mois et 29 jours       |
| 332        | 26 octobre 2012    | 14 jours                 |
| 333        | 28 décembre 2012   | 2 mois et 2 jours        |
| 334        | 11 avril 2014      | 1 an, 3 mois et 14 jours |
| 335        | 23 mai 2014        | 1 mois et 12 jours       |
| 336        | 8 août 2014        | 2 mois et 16 jours       |
| 337        | 26 septembre 2014  | 1 mois et 18 jours       |
| 338        | 24 juillet 2015    | 9 mois et 28 jours       |
| 339        | 28 août 2015       | 1 mois et 4 jours        |
| 340        | 25 septembre 2015  | 28 jours                 |
| 341        | 23 octobre 2015    | 28 jours                 |
| 342        | 27 novembre 2015   | 1 mois et 4 jours        |
| 343        | 25 décembre 2015   | 28 jours                 |
| 344        | 24 juin 2016       | 5 mois et 30 jours       |
| 345        | 22 juillet 2016    | 28 jours                 |
| 346        | 26 août 2016       | 1 mois et 4 jours        |
| 347        | 23 septembre 2016  | 28 jours                 |
| 348        | 24 mars 2017       | 6 mois et 1 jour         |
| 349        | 28 avril 2017      | 1 mois et 4 jours        |
| 350        | 26 mai 2017        | 28 jours                 |
| 351        | 23 juin 2017       | 28 jours                 |
| 352        | 22 décembre 2017   | 5 mois et 29 jours       |
| 353        | 26 janvier 2018    | 1 mois et 4 jours        |
| 354        | 23 février 2018    | 28 jours                 |
| 355        | 23 mars 2018       | 1 mois                   |
| 356 p.01   | 27 avril 2018      | 1 mois et 4 jours        |
| 356 p.02   | 25 mai 2018        | 28 jours                 |
| 357        | 24 août 2018       | 2 mois et 30 jours       |
| 358        | 26 avril 2019      | 8 mois et 2 jours        |
| 359        | 23 août 2019       | 3 mois et 28 jours       |
| 360        | 24 avril 2020      | 8 mois et 1 jour         |
| 361        | 22 juillet 2020    | 2 mois et 28 jours       |
| 362        | 23 octobre 2020    | 3 mois et 1 jour         |
| 363        | 22 janvier 2021    | 2 mois et 30 jours       |
| 364        | 10 septembre 2021  | 7 mois et 19 jours       |
| 365        | 24 juin 2022       | 9 mois et 14 jours       |
| 366        | 24 juin 2022       | moins d’un jour          |
| 367        | 8 juillet 2022     | 14 jours                 |
| 368        | 12 août 2022       | 1 mois et 4 jours        |
| 369        | 9 septembre 2022   | 28 jours                 |
| 370        | 14 octobre 2022    | 1 mois et 5 jours        |
| 371        | 9 décembre 2022    | 1 mois et 25 jours       |
| 372        | 28 avril 2023      | 4 mois et 19 jours       |
| 373        | 26 mai 2023        | 28 jours                 |
| 374        | 20 septembre 2023  | 3 mois et 25 jours       |
| 375        | 10 novembre 2023   | 1 mois et 21 jours       |
| 376        | 26 avril 2024      | 5 mois et 16 jours       |
| 377        | 25 octobre 2024    | 5 mois et 29 jours       |
| 378        | 8 novembre 2024    | 14 jours                 |
| 379        | 14 février 2025    | 3 mois et 7 jours        |
| 380        | 28 février 2025    | 14 jours                 |
| 381        | 13 juin 2025       | 3 mois et 14 jours       |
| 382        | 27 juin 2025       | 14 jours                 |

### Édition japonaise
1. 1 2  Tome 1
2. 1 2  Tome 2
3. 1 2  Tome 3
4. 1 2  Tome 4
5. 1 2  Tome 5
6. 1 2  Tome 6
7. 1 2  Tome 7
8. 1 2  Tome 8
9. 1 2  Tome 9
10. 1 2  Tome 10
11. 1 2  Tome 11
12. 1 2  Tome 12
13. 1 2  Tome 13
14. 1 2  Tome 14
15. 1 2  Tome 15
16. 1 2  Tome 16
17. 1 2  Tome 17
18. 1 2  Tome 18
19. 1 2  Tome 19
20. 1 2  Tome 20
21. 1 2  Tome 21
22. 1 2  Tome 22
23. 1 2  Tome 23
24. 1 2  Tome 24
25. 1 2  Tome 25
26. 1 2  Tome 26
27. 1 2  Tome 27
28. 1 2  Tome 28
29. 1 2  Tome 29
30. 1 2  Tome 30
31. 1 2  Tome 31
32. 1 2  Tome 32
33. 1 2  Tome 33
34. 1 2  Tome 34
35. 1 2  Tome 35
36. 1 2  Tome 36
37. 1 2  Tome 37
38. 1 2  Tome 38
39. 1 2  Tome 39
40. 1 2  Tome 40
41. 1 2  Tome 41
42. ↑  Tome 41 Édition collector
43. 1 2  Tome 42
44. ↑  Tome 42 Édition collector
45. 1 2  Tome 43
46. ↑  Tome 43 Édition collector

### Édition française
1. 1 2  Tome 1
2. 1 2  Tome 2
3. 1 2  Tome 3
4. 1 2  Tome 4
5. 1 2  Tome 5
6. 1 2  Tome 6
7. 1 2  Tome 7
8. 1 2  Tome 8
9. 1 2  Tome 9
10. 1 2  Tome 10
11. 1 2  Tome 11
12. 1 2  Tome 12
13. 1 2  Tome 13
14. 1 2  Tome 14
15. 1 2  Tome 15
16. 1 2  Tome 16
17. 1 2  Tome 17
18. 1 2  Tome 18
19. 1 2  Tome 19
20. 1 2  Tome 20
21. 1 2  Tome 21
22. 1 2  Tome 22
23. 1 2  Tome 23
24. 1 2  Tome 24
25. 1 2  Tome 25
26. 1 2  Tome 26
27. 1 2  Tome 27
28. 1 2  Tome 28
29. 1 2  Tome 29
30. 1 2  Tome 30
31. 1 2  Tome 31
32. 1 2  Tome 32
33. 1 2  Tome 33
34. 1 2  Tome 34
35. 1 2  Tome 35
36. 1 2  Tome 36
37. 1 2  Tome 37
38. 1 2  Tome 38
39. 1 2  Tome 39
40. 1 2  Tome 40
41. 1 2  Tome 41
42. ↑  Tome 41 Édition collector
43. 1 2  Tome 42
44. ↑  Tome 42 Édition collector